# باربتيورات
الباربتيورات هي:
عبارة عن أدوية مثبطة للجهاز العصبي المركزي، لذلك تقوم بإنتاج مفعول واسع المدى، من مهدئ خفيف المفعول إلى مخدر كامل.
كذلك هي أدوية مضادة للقلق، منومة، ومضادة للتشنجات.
الباربتيورات لها مفعول مسكن للالم؛ لكن مفعوله الضعيف بعض الشيء، يمنع من استخدام الباربتيورات في العمليات بغياب مسكنات أخرى (المركبات الأفيونية: مركبات خاضعة للرقابة أو مخدر متطاير مثل الهالوثان) لديها تأثير ادماني، جسدي ونفسي.
وحالياً، لقد تم استبدال الباربتيورات في الممارسة الطبية الاعتيادية، بمجموعة أخرى من البنزوديازيبام- مثلا، في علاج القلق والأرق- والسبب الرئيس من ذلك، لأن البنزوديازيبام أقل خطراً بشكل ملحوظ في الجرعات العالية، كما أنه لايوجد ترياق (علاج مضاد لمفعول البربيتيورات) للباربتيورات في الجرعات العالية.
لكن، الباربتيورات يتم استخدامه في الوقت الحالي في التخدير العام للصرع، ولعلاج الشقيقة الحادة وآلام الرأس العنقودية (في الادوية المركبة مثل الفيوريست والفيورينول: الفيوريست والفيورينول اسم لبعض الأدوية التجارية، التي يدخل في تركيبها مادة الباربيتيورات) وأحيانا في علاج الشقيقة المتكررة وآلام الرأس العنقودية (تحت نظام مشدد، وطبيب ملزم بمراقبة الإدمان وسوء الاستخدام)، في بعض الدول تم استخدامه (بشكل قانوني)، للمساعدة على الانتحار وفي حالات القتل الرحيم.
الباربيتيورات من مشتقات حمض الباربتيوريك.

حمض الباربتيوريك، المكون الاساسي للباربتيورايت

الباربتيورات

## الاستخدامات الطبية
الباربيتيورات مثل الفينوباربيتال، كان يستخدم لفترات طويلة كمضاد للقلق ومنوم، لكن في هذه الأيام، تم استبدالها بشكل كبير بالبينزوديازيبام لهذه الاستخدامات، وذلك لأن احتمالية الجرعات العالية المميتة اقل.
لكن، الباربيتيورات ما زال يستخدم كمضاد للتشنجات، كمهدئ ما قبل العمليات الجراحية مثل (الصوديوم ثيوبنتال)، ومسكن للآلام الرأس العنقودية- الشقيقة- مثل (فيوريست).
استخدامات أخرى، تعود لخواص الباربيبتيورات الفسيولوجية، (التي تعمل على وظائف أعضاء الجسم):
الباربيتيورات في جرعات عالية، يستخدم للانتحار بمساعدة الأطباء، وكجزء من مرخيات العضلات للقتل الرحيم، ولعقوبة الإعدام بالحقن المميتة.
كما تستخدم الباربيتيورات بشكل كبير، كقاتل رحيم للحيوانات الصغيرة في الطب البيطري.
ثيوبينتال: أحد أنواع الباربيتيورات ذات مفعول قصير جداً، الذي يساق تحت اسم صوديوم بينتوثال.
بالغالب، يستخدم بشكل خاطئ ما يسمى (مصل الحقيقة) أو صوديوم اميتال، وهو أحد أنواع الباربيتيورات ذات المفعول المتوسط، الذي يستخدم كمهدئ ولعلاج الأرق، لكن يستخدم الصوديوم اميتال بما يسمى (المقابلة)، أي عندما يسأل الشخص، يكون أكثر قابليه لإعطاء الحقيقة، عندما يكون تحت تأثير هذا الدواء.
عندما يذاب في الماء، الصوديوم اميثال يمكن ابتلاعه، أو ممكن تقديمه عن طريق الحقن الوريدي، فالدواء نفسه لا يجبر الناس على قول الحقيقة، لكن يعتقد أنه يقلل من المثبطات، مما يبطئ من التفكير الإبداعي، حيث يجعل المواضيع أكثرها على حين غرة عندما تسأل، ويزيد من احتمالية المواضيع الكاشفة للمعلومات، من خلال إثارة العواطف.
إضعاف آثار الذاكرة، وإضعاف الإدراك عن طريق بعض الأدوية، التي يعتقد أنها تقلل من قابيلة الأشخاص من ابتكار وتذكر الأكاذيب.
هذا التطبيق لم يعد مقبولاً قانونياً في المحكمة، حيث وجد أن المواضيع التي تمر بهذه الاستجوابات، تشكل ذاكرة خاطئة، تضع موثوقية جميع المعلومات التي تم الحصول عليها موضع تساؤل.
على الرغم من ذلك، لايزال يطبق في ظروف معينة، عن طريق الدفاع وقانون وكالات الإنقاذ (كإنسان) كبديل للاستجواب بالتعذيب، عند التأكد من أن الشخص لديه معلومات خطيرة تمس أمن الدولة، أو وكالة التوظيف التكتيكية.

## الآثار الجانبية
يوجد مخاطر خاصة أكثر بالنسبة للبالغين الكبار بالعمر، والنساء الحوامل، والأطفال، وعندما يتقدم الشخص بالعمر، يصبح الجسم أقل قابلية لتخليص نفسه من الباربيتيورات.
كنتيجة لذلك، الناس ذو عمر أكثر من خمسة وستين عام، يكونوا أكثر عرضة للمخاطر الضارة بالباربيتيورات، وتتضمن هذه المخاطر: الاعتماد على الدواء، أو أخذ جرعة زائدة عن طريق الخطأ.
عندما يتم استخدام الباربيتيورات خلال الحمل، يتسرب الدواء من خلال دم الأم لجنينها.
بعد ولادة الطفل، من الممكن أن يختبر الطفل الأعراض الانسحابية، وقد تكون لديه مشاكل تنفسية، وبالإضافة لذلك، الأم المرضعة التي تأخذ الباربيتيورات، من الممكن أن تنقل الدواء إلى طفلها عن طريق حليب الرضاعة.
هناك رد فعلي سلبي نادر للباربيتيورات الذي يعرف بمتلازمة ستيفن جون، بحيث تتأثر الأغشية المخاطية بشكل أولي.

## الاحتمال والاعتمادية
الاحتمال، أي أن المريض يحتاج كل فترة إلى جرعة أكبر، فالجرعات الأقل لم تعد تعطي مفعول.
أما الاعتمادية، المريض لايستطيع أن يوقف العلاج فجأة، بحيث يتم إيقاف العلاج تدريجياً.
المقال الرئيسي: الاعتماد على الباربيتيورات.
مع الاستخدام المنتظم، ينتج الاحتمال بسبب تأثير الباربيتيورات.
أيضاً مع الأدوية المؤثرة على الجابا (أحد أنواع الناقلات العصبية المثبطة للدماغ)، انسحاب الباربيتيورات ينتج آثار قاتلة، مثل النوبات التشنجية في حال التذكر تؤدي إلى الهذيان الارتعاشي.
وانسحاب البنزوديازيبام، بالرغم من ان آلية عمله مباشرة أكثر على مقلدات الجابا، يجعل انسحاب الباربيتيورات أكثر خطورة من انسحاب الكحول، أو انسحاب البنزوديازيبام، (وبالتالي يجعله أكثر نوع لديه أخطر أعراض انسحابية من المدمنات المعروفة).
الباربيبتورات ذات المفعول الطويل الأمد، تشبه البينزوديازيبام، حيث ينتج أعراض انسحابية أقل خطورة من الباربيتيورات ذات المفعول القصير والقصير جداً.
الأعراض الانسحابية تعتمد على الجرعة، بحيث مستخدمي الباربيتيورات للجرعات الكبيرة، أكثر تأثراً بشكل سيئ من مستخدمي الجرعات القليلة.
المعالجية الدوائية لإدمان الباربيتيورات: هي عملية طويلة بالعادة، تتكون من تحويل المريض إلى العلاج ذو المفعول الطويل المدى من البنزوديازيبام، ويتبعها تقليل جرعة البنزوديازيبام تدريجياً.
الرغبة العقلية الشديدة للباربيتيورات، تدوم من عدة أشهر إلى عدة أعوام، وفي بعض الحلات، يشجع أخصائي الإدمان المنشورات أو المجموعات الداعمة للإقلاع عن الإدمان.
لا يجب على المريض إيقاف مواصلة استخدام الباربيتيورات بدون استشارة الطبيب، بسبب الأعراض الانسحابية المفاجئة التي قد تكون قاتلة جدا، ومحاولة إيقاف الدواء فجأة (التركي البارد؛ هي طريقة غير مفضلة لوقف عادة إدمان مثل الأدوية أو الكحول)، تنتج إتلاف عصبي خطير، وإصابات جسدية خطيرة تحصل خلال التشنجات، حتى من الممكن أن تؤدي إلى الموت عن طريق التحفيز الزائد للناقل اسمه الجلوتاميت.

## الجرعة الزائدة
بعض الأعراض للجرعات الزائدة بالعادة، تتضمن فتور، عدم تناسق حركات الجسم، صعوبة في التفكير، بطء في الكلام، أحكام خاطئة، تنفس ضحل، ترنح، وفي الحالات الخطيرة غيبوبة أو موت.
الجرعة المميتة للباربيتيورات، تختلف بشكل كبير من حيث الاحتمال، وتختلف من شخص إلى آخر.
والجرعة القاتلة متغيرة بين الأنواع المختلفة، والأصناف القوية بشكل استثنائي من الباربيتيورات مثل (الفينوباربيتال)، يحتمل أن تكون مميتة بجرعات أقل بكثير من الباربيتيورات المنخفضة الفعالية مثل البيوتالبيتات.
حتى في المرضى الداخليين المعتمدين على الباربيتيورات، نشوء الاحتمال تبقى مشكلة مثل الأعراض الانسحابية الخطيرة المزعجة، التي تنتج عندما يوقف العلاج بعد فترة من نشوء الاعتماد على الدواء.
الاحتمال الناشئ من استخدام الباربيتيورات كمزيل للقلق ومهدئ، يحدث بشكل أسرع من استخدامه، وذلك لتأثيره على العضلات الملساء، التنفس، ومعدل ضربات القلب، ويجعلهم بشكل عام غير مناسيبين للاستخدام لفترات طويلة في الطب النفسي.
الاحتمال الناشئ من استخدام الباربيتيورات كمضاد للتشنجات، تكون مرتبطة أكثر بالتأثير الجسدي من النفسي، وهذا يعني أنها تبقى كخيار متاح للاستخدام لفترات طويلة لعلاج الصرع.
الجرعات العالية للباربيتيورات، مع استخدام مثبطات الجهاز العصبي المركزي مثل: (الكحول، الافيون، ومجموعة البنزوديازيبام)، تكون أخطر من استخدام الباربيتيورات وحده، بسبب زيادة التأثير المثبط للجهاز العصبي المركزي والجهاز التنفسي.
في حالة استخدام الباربيتيورات مع البنزوديازيبام ليس فقط التأثير الإضافي للبنزوديازيبام، فالباربيتيورات أيضاً تزيد من ارتباط البنزوديازيبام بمواقع الارتباط، مما يؤدي إلى المبالغة في تأثير البنزوديازيبام (مثلاً إذا زاد البنزوديازيبام من تكرار فتح القنوات بنسبة 300% ، والباربيتيورات زاد من مدة فتح القنوات بنسبة 300% ، عندها سوف يقوم التأثير المشترك لهذه الأدوية بزيادة وظيفة القنوات جمعيها بنسبة 900% وليس 600%).
الباربيتيورات ذو المفعول الطويل المدى، لديه نصف عمر ما يقارب يوم أو أكثر، يؤدي لاحقاً إلى التراكم الحيوي للدواء في الجهاز.
الآثار العلاجية والترفيهية للباربيتيورات ذو المفعول الطويل المدى، أبعد عنه أسرع بشكل ملاحظ من الأدوية التي يمكن طرحها ، مما يسمح للدواء الوصول إلى التركيز السام في الدم، يتبعها إعادة تقديم العلاج (حتى عند استخدام الحرعة العلاجية\ الموصوفة)، بالرغم من شعور القليل للمستخدم أو عدمه بتركيز الداوء المرتبط بالبلازما.
المستخدمون المستهلكون للكحول، أو منومات أخرى بعد انتهاء تأثير الدواء، لكن قبل تبديده من الجهاز، من الممكن التعرض للتأثير المبالغ من المنومات الأخرى التي قد تكون تعجيزية أو حتى قاتلة.
البرابيتيورات تحث عدد من انزيمات الكبد: (سي واي بي) (الأكثر تأثراً سي واي بي 2 سي9 وسي واي بي 2 سي 19 وسي واي بي 3 ايه 4)، مما يؤدي إلى المبالغة في تأثير طلائع الأدوية (الأدوية التي تكون غير فعالة قبل استقلابها ، ولكن بعد استقلابها تصبح فعالة)، وتقليل تأثير الأدوية التي يتم استقلابها عن طريق هذه الإنزيمات إلى مستقلبات غير نشطة، هذا قد يؤدي إلى جرعات مفرطة قاتلة للادوية، مثل: الكودايين، ترامادول، كارايزوبرودول ، التي تصبح أكثر فعالية بعد اسقلابها، عن طريق إنزيمات ال سي واي بي.
بالرغم من كل الأنواع المعروفة من جميع الفئات، التي تملك قدرة تثبيطية شاملة ، مثل: التأثير على إنزيمات معينة تمتد على نطاق واسع، الفينوباربيتال ومن جميع الفئات سيكوباربيتال، تعتبر أكثر أدوية حاثة للإنزيمات ، وبيوتالبيتال وتالبيوتال، تعتبر أقل أدوية حاثة للإنزيمات.
كارول لانديز، مارلين مونرو، الين ويلكينسون، داليدا، جودي جارلاند، دورثي كليجالين، جين سبيرج، جيمي هيندريكس، ايدي سيدويك، فايلس هايمان، اينجر ستسفينز، ونيث ويليامز، وسي بي ورامانوجام، ماتوا بسبب جرعات مفرطة من الباربيتيورات، انجيبورج باكمان من الممكن أنه قد توفى بسبب الأعراض الانسحابية المترتبة على ترك الباربيتيرات.

## الاستخدمات الترفيهية
المستخدمين للترفيه، بينوا أن الباربيتيورات يعطيهم شعور بالاسترخاء والاطمئنان والنشوة.
أما جسدياً ونفسياً فالاعتماد قد ينشأء من تكرار الاستخدام.
ومن الآثار الأخرى بسبب التسمم بالباربيتيورات: النعاس، الرأرأة (حركة المقلتين اللاإرادي، كلام متداخل وترنح، وتقليل من الاكتئاب، وتقليل من التثبيط،)
كما يستخدم الباربيتيورات أيضاً، لتخفيف الأعراض الجانبية أو الانسحابية للاستخدام الغير مشروع للأدوية، في الحالات المشابهة للبنزوديازيبام ذات المفعول الطويل، مثل الديازيبام أو الكلونازيبام. يميل متعاطي المخدرات لاستخدام الباربيتيورات ذات المفعول القصير المدى أو المتوسط المدى.
الأكثر استخداماً الاموباربيتال (اميتال)، بينتوباربيتال، (نيمبوتال) وسيكوباربيتال (سيكونال)، مزيج الاموباربيتال والسيكوباربيتال (يسمى توينال) أيضا يستخدم كثيراً، الباربيتيورات ذات المفعول القصير والمتوسط ، بالعادة توصف كمهدئات وحبوب منومة، وهذه الحبوب يبدأ مفعولها بعد اربعين أو خمسين دقيقة من بلعها، ومفعولها يبقى لمدة خمس أو ست ساعات.
المفردات العامية للباربيتيورات تتضمن:
Barbs, bluebirds,wallbangers, yellows, downers,goofballs ,sleepers, reds and blues,
andtooties.

## :	آلية العمل
تعتبرالباربيتيورات مغيرات تفارغ إيجابية، وفي جرعات أعلى مقلدات لمستقبلات الجابا.
وتعتبر الجابا ناقل عصبي مثبط رئيسي للجهاز العصبي المركزي في الثدييات، والباربيتيورات ترتبط بمستقبلات الجابا المتعددة، على جيوب متشابهة من خلال الغشاء، موجودة على أقسام الوصلات، والتي تعد مواقع ارتباط متميزة من الجابا، وأيضاً متميزة من مواقع ارتباط البنزوديازيبين ، مثل: البنزوديازيبين، تحفيز الباربيتيورات: هو تأثير الجابا على هذه المستقبلات، بالإضافة إلى تأثير الجابا، والباربيتيورات تغلق مستقبلات ايه ام بي ايه.
والكاينات: نوع فرعي من تعادل الايوني مستقبلات الجلوتامات، و.يعد الجلوتامات الناقل العصبي الرئيسي المنشط في الجهاز العصبي المركزي في الثديات.
باختصار فان النتيجة أن الباربيتيورات تقوي مستقبلات جابا المثبطة، وتثبط مستقبلات ال ايه ام بي ايه المثيرة، وهذا يفسر سبب المفعول التثبيطي الأقوى للجهاز العصبي المركزي لتكون هذه الأدوية بديلة للعوامل المقوية للجابا مثل: البنزوديازيبين وكوينازولينولينز.
و في التركيز الأعلى، يثبط افراز النواقل العصبية المعتمد على الكالسيوم، مثل: الجلوتامات عن طريق التأثير على نوع البي \ كيو، قنوات الكالسيوم المعتمدة على الجهد.
تنتج الباربيتيورات تأثيرها العلاجي عن طريق زيادة الفترة الزمنية لفتح قنوات ايونات الكلور، على مستقبلات الجابا (الحركية الدوائية: تزيد من قوة الجابا)، بينما البنزوديازيبين، تزيد من عدد مرات فتح قنوات أيونات الكلور على مستقبلات الجابا (الحركية الدوائية: هذا يزيد من قوة الجابا)، فالتبويب المباشر أو فتح قنوات ايونات الكلور، هو السبب وراء زيادة سمية مزيج الباربيتيورات، والبنزوديازيبين في الجرعات المفرطة.
إضافة إلى ذلك، الباربيتيورات نسبياً مركبات غير اختيارية، ترتبط بكامل عائلة قنوات الايونات، وتتضمن مستقبلات القنوات العصبية للاستيل كولين، قنوات مستقبلات السيراتونين، قنوات مستقبلات الجلايسين، لكن بينما تزيد تيارات مستقبلات الجابا عن طريق الباربيتيورات، (وبعض المخدرات العامة) الجزيئات الايونية المبوبة ، القنوات التي في الغالب تكون نافذة للأيونات الموجبة تغلق بهذه المركبات، مثلاً: مستقبلات قنوات الاسيتيل كولين العصبية، تغلق سريرياً بالجرعات المخدرة لثيوبينتال والبينتوباربيتال وتتضمن هذه النتيجة (الغير متعلقة بالجابا)، الجزيئات الايونية المبوبة القنوات، مثل مستقبلات قنوات الاسيتيل كولين، بواسطة بعض الآثار الجانبية للباربيتيورات.
هذه الالية مسؤولة عن المفعول المخدر للباربيتيورات (الخفيف إلى المتوسط) في الجرعات العالية، عندما يستخدم في الجرعات المخدرة.

## الوضع القانوني
في عام 1940، شخصية عسكرية تم اعطائها الجوفبالز: (أحد التسميات الي أطلقت على الباربيتيورات)، خلال الحرب العالمية الثانية في منطقة جنوب المحيط الهادي، للسماح للجنود احتمال الحرارة والرطوبة اليومية خلال ظروف العمل، فقد تم توزيعه للتقليل من احتياجات الجهاز التنفسي، وأيضا للحفاظ على ضغط الدم للقتال خلال الظروف المبالغ فيها، ولكن هناك العديد من الجنود عادوا مع إدمان يتطلب عدة أشهر قبل الخروج ، الأمر الذي أدى إلى مشاكل إدمانية ، وخلال عامي 1950 و1960، ظهرت المشاكل الاعتمادية وزيادة انتشار تقارير الجرعات المفرطة للباربيتيورات، وفي النهاية أدى هذا إلى جدولة الباربيتيورات كأدوية خاضعة للرقابة.
في الولايات المتحدة الأدوية المتحكم بها، قامت المواد الخاضعة للرقابة عام 1970 بتصنيف الباربيتيورات كمواد خاضعة للرقابة، وبقيت مصنفة إلى ديسيمبر 2013.
الباربيتال، ميثيل فينوباربيتال أيضاً يعرف بميفوباربيتال (الاسم التجاري ميبارال)، والفينوباربيتال معين بجدول 4 «أي مادة تحتوي أي كمية من مشتقات حمض الباربيتيوريك، أو أي ملح من مشتقات حمض الباربيتيوريك» 
(جميع الباربيتيورات الأخرى)، معينة بجداول تحت ال سي اس ايه الاصلية، لم يتم وضع الباربيتيورات بجدول 1، 2، و5 ، لكن اموباربيتال، بينتوباربيتال، وسيكوباربيتال، جدولت في 2 كأدوية خاضعة للرقابة ما عدا المعدة بشكل تحاميل.
في عام 1971، وقعت في فيينا اتفاقية المؤثرات العقلية، أعدت لتنظيم الامفيتامين، الباربيتيورات، ومصنعات أخرى.
الإصدار ال 34 من المعاهدة ال 25 من شهر يناير عام 2014، أعدت السيكوباربيتال كمجدول 2، اميباربيتال، يبوتالبيتال، الباربيتال الحلقي (سايكلو باربيتال)، والبينتوباربيتال، كمجدول 3 وال الوباربيتال، الباربيتال، بيوتوباربيتال، ميفوباربيتال، فينوباربيتال، والفينلبيتال كمجدول 4، المواد المجدولة في " لائحتها الخضراء البوتالبيتال دواء مركب فيوريست (بيوتالبيتال، كافيين، باراسيتامول (اسيتوامينوفين))، لكن، هو بالتحديد عفي من الادوية الخاضعة للرقابة، المركب الشبيه له فيورينال (مع استبدال البارسيتامول بالاسبرين)، بقي كدواء مجدول4.

## الاستخدمات الأخرى في الكيمياء
في عام 1988، تم نشر الدراسات التصنيعية والارتباطية للمستقبلات الارتباطية الصناعية للباربيتيورات، عن طريق 6 روابط هيدروجينية متكاملة.
منذ هذه المقالة الأولى، تم إعداد أنواع مختلفة من المستقبلات، مثل الأنواع المختلفة من الباربيتيورات وسيانيوراتيس، ليس كفاعلية دوائية، بل لتطبيقاتها في الكيمياء الفوق جزيئية، في مفهوم الأجهزة المادية والجزيئية.
الصوديوم باربيتال والباربيتال: هي المكونات المنظمة للفيرونال المنظم التقليدي، التي تستخدم بشكل واسع في المصل الكهربائي في هلام الاجاروس.

## الامثلة

الهيكل العام للباربيتيورات ، يتضمن مخطط الأرقام

الاسم القصير 	النظير الأول 	النظير الثاني	التسمية حسب نظام ايوباك
الوباربيتال 	CH2CHCH2	CH2CHCH2	5,5_diallybarbiturate
اموباربيتال	CH2CH3	(CH2)2CH(CH3)2	5_ethyl_5_isopentyl_barbiturate
ابروباربيتال 	CH2CHCH2	CH(CH3)2	5_allyl_5_isopropyl_barbiturate
الفينال 	CH2CHCH2	C6H5	5_allyl_5_phenyl_barbiturate
باربيتال	CH2CH3	CH2CH3	5,5_diethylbarbiturate
برالوباربيتال 	CH2CH2CH2	CH2CBrCH2	5_allyl_5_(2_bromo_allyl)_barbiturate
بينتوباربيتال 	CH2CH3	CHCH(CH2)2CH3	5_ethyl_5(1_methylbutyl)_barbiturate
فينوباربيتال	CH2CH3	C6H5	5_ethyl_5_phenylbarbiturate
سيكوباربيتال 	CH2CHCH2	CHCH3(CH2)2CH3	5{(2R)_pentan_2_yl}_5_prop_2_enyl_barbiturate
الهيكل العام للباربيتيورات ، يتضمن مخطط الأرقام.

## التاريخ
تم تصنيع الباربيتيورات لأول مرة في ال 27 من تشرين الثاني عام 1864، على يد العالم الكيميائي الألماني ادولف فون بايير.
لقد تم ذلك عن طريق تكثيف اليوريا (مخلفات حيوانية)، مع المالونات ثنائي الايثيل (استر مشتق من حمض التفاح).
يوجد هناك عدة قصص عن كيفية حصول المادة على اسمها، القصة على الأرجح أن بايير وزملائه ذهبوا للاحتفال باكتشافهم في حانة ، في حين احتفال حامية المدن المدفعية بعيد القديس باربارا- شفيع المدفعية. وقال ضابط المدفعية بوجوب تعميد المادة الجديدة بدمج البربارا باليوريا.
قصة أخرى ترى أن بايير صنع المادة من بول تم تجميعه من نادلة ميونيخ اسمها باربارا.</ref> Another story holds that Baeyer synthesized the substance from the collected cum and urine of a hot Munich waitress named Barbara.
لا مادة ذات قيمة طبية قد اكتشفت، لكن، حتى عام 1903، عالمان ألمانيان يعملان لدى بايير ايميل فيشر وجوزيف فون ميرينج ، اكتشفا أن الباربيتال كان فعالاً جداً في جعل الكلاب تنام ، وبعد ذلك تم تسويق الباربيتال عن طريق بايير تحت الاسم التجاري فيرونال، وقد قيل أن ميرينج قد اختار الاسم بسبب أن أكثر مكان يعرفه يشعر فيه بالسلام هي مدينة ايطالية تعرف بفيرونا.
حتى عام 1950، لم يتم تحديد سوء السلوكيات والاعتماد الاحتمالي الجسدي للباربيتيورات.
حمض الباربيتيوريك ليس لديه أي تأثير مباشر على الجهاز العصبي المركزي ، والكيميائيين قامو باشتقاق 2500 مركب منه تحمل صفات فعالة دوائية.
والفئات الواسعة من الباربيتيورات كذلك موزعة ومصنفة حسب سرعة البدء، ومدة تأثيره.
الباربيتيورات ذات المفعول الفوق قصير، يستخدم حديثاً للتخدير بسبب مدة التأثير القصيرة جداً، التي تسمح بتحكم أكثر، وهذه الصفات تسمح للأطباء بوضع المريض بسرعة تحت العمليات الجراحية الطارئة، والأطباء ايضاً يستطيعون إيقاظ المريض من التخديربسرعة، يجب على المضاعفات ان تظهر خلال العملية.
الفئتان الاثنتان المتوسطتان من الباربيتيورات ، تمزج بالعادة مع قليل من (القصيرة والمتوسطة المفعول).
أيضاً هذه الباربيتيورات تستخدم لغايات التخدير، وأيضاً في بعض الأحيان توصف للقلق أو الأرق ، ولم تعد تستخدم بعد الآن، ولكن، بسبب الآداء الخطير للباربيتيورات ذات المفعول الطويل المدى، تم استبدالها بالبنزوديازيبينز لهذه الاستخدمات، وآخر التصنيفات للباربيتيورات، معروفة بالبربيتيورات ذات المفعول الطويل (الجدير بالذكر أكثر الفينوباربيتال، الذي يمتلك نصف عمر ما يقارب 92 ساعة)، وهذا الصنف من الباربيتيورات يستخدم تقريباً بشكل حصري كمضاد للتشنجات، بالرغم من استخدامه ببعض الأوقات بشكل نادر يوصف كمهدئ في وضح النهار، فالباربيتيورات من هذا الصنف لا يستخدم للأرق، بسبب نصف العمر الطويل، والمريض سوف يستيقظ مع الآثار المتبقية مع الشعور بالدوار.
الباربيتيورات يستخدم في أكثر الحالات ، إما على شكل احماض حرة ، أو على شكل أملاح الصوديوم، الكالسيوم، البوتاسيوم، المغنيسيوم، الليثيوم، إلى اخره.
تم إنشاء الكودايين والداي اونين ، التي تعتمد على أملاح الباربيتيورات.
في عام 1912 بايير قدمت مشتق اخر من حمض الباربيتيوريك، فينوباربيتال، تحت الاسم التجاري لومينال كدواء مهدء منوم.